# Маоча (Сребреник)
Маоча је насељено мјесто у граду Сребренику, Босна и Херцеговина.

## Историја
Маоча је настала 1955. године умјесто назива Каравлашка Маоча имала је назив Маоча Тузланска, да би од пописа 1971. године имала садашњи назив Маоча.

## Становништво
|             | 2013.        | 1991.        | 1981.        | 1971.        | 1961.        |
| Укупно      | 195 (100,0%) | 274 (100,0%) | 353 (100,0%) | 316 (100,0%) | 233 (100,0%) |
| Бошњаци     | 195 (100,0%) | 1 (0,365%)1  | 1 (0,283%)1  | –            | –            |
| Срби        | –            | 237 (86,50%) | 343 (97,17%) | 311 (98,42%) | 233 (100,0%) |
| Југословени | –            | 35 (12,77%)  | 1 (0,283%)   | –            | –            |
| Остали      | –            | 1 (0,365%)   | 7 (1,983%)   | 4 (1,266%)   | –            |
| Црногорци   | –            | –            | 1 (0,283%)   | –            | –            |
| Хрвати      | –            | –            | –            | 1 (0,316%)   | –            |

1. 1 На пописима од 1971. до 1991. Бошњаци су пописивани углавном као Муслимани.